# Günthergrube (podobóz KL Auschwitz)
Günthergrube – niemiecki nazistowski podobóz Auschwitz-Birkenau, zlokalizowany w Kopalni Węgla Kamiennego (późniejsza Kopalnia Ziemowit) w Lędzinach.

## Historia obozu

### Lokalizacja
Podobóz powstał przy budowanej kopalni węgla kamiennego Günther w Lędzinach, będącej własnością spółki Fürstlich Plessische Bergwerks AG. Jako jedyny spośród podobozów Auschwitz zmienił w trakcie swego istnienia lokalizację. Początkowo więźniowie zakwaterowani byli w dawnym obozie dla robotników przymusowych, w dwóch barakach mieszkalnych z kuchnią i umywalnią z latryną, które były otoczone ogrodzeniem z drutu kolczastego. W czerwcu 1944 r. zostali przeniesieni do nowego, większego obozu, otoczonego wysokim na 3 metry murem z cegieł, wzdłuż którego stało osiem murowanych wież wartowniczych.

### Osadzeni
Wśród więźniów przeważali Żydzi z okupowanej Francji, Holandii i Polski (z Będzina i Sosnowca), a od drugiej poł. 1944 r. Żydzi węgierscy i polscy z obozu pracy w Bliżynie. Stan osobowy wynosił początkowo 300 osób, a latem wzrósł do prawie 600. Nie wiadomo dokładnie, ilu z nich zmarło - w samym obozie zginęło co najmniej kilkunastu osadzonych.

### Warunki panujące w obozie
Więźniowie trudzili się wydobywaniem węgla w kopalni Piastschächte i budowa kopalni Günther. Warunki osadzenia były trudne.
Początkowo więźniowie przebywali w obozie pracy przymusowej, który mieścił się w budynku szkolnym, przy drodze do nowo wybudowanej kopalni Günther w Lędzinach. Obóz ten nazwano Lager Heimat. Miał kształt prostokąta i był otoczony pojedynczym rzędem drutu kolczastego zawieszonego na betonowych słupach. Przed bramą do obozu znajdował się niewielki drewniany barak, który służył jako wartownia i magazyn dla SS. Wewnątrz obozu znajdowały się cztery długie drewniane baraki, które służyły jako: pomieszczenia mieszkalne dla więźniów, jadalnia dla SS, kuchnia, magazyn i pomieszczenia mieszkalne Lagerältester oraz latryny, magazyn ziemniaków czy umywalnia.

### Personel obozowy
Kierownikiem podobozu był uważany za sadystę, SS‑Unterscharführer Alois Frey. W obozie służyło od 20 do 40 SS-manów z Wachkompanie Monowitz. Używano także psów stróżujących. Z kolei niejaki SS-Unterscharführer Thomas Stanossek został zapamiętany przez więźniów jako życzliwy człowiek, który starał się im pomóc. Został jednak niespodziewanie aresztowany w lipcu 1944 r., a jego następcą został SS-Rottenführer Adam Schepp. Szpitalem więźniarskim w Günthergrube kierował SS-Obersturmführer Josef Fischer. Przebywał tam także Ludwik Wörl (jego sekretarzem był David Pastel), który pomagał osadzonym Żydomː
„Nawet więźniom chorym na gruźlicę udało się przeżyć, ponieważ Wörl zwalniał ich z ciężkiej pracy i chronił różnymi wybiegami przed inspekcją lekarzy SS”.

### Koniec funkcjonowania
Wiadomo, że 106 chorych i wycieńczonych wywieziono z Lędzin pomiędzy lutym a majem 1944 r. Ponadto, w styczniu 1945 r., ok. 600 więźniów ewakuowano pieszo w Marszu Śmierci do Gliwic. Dotarli tam ok. 20 stycznia. Dzień później ocalałych załadowano do otwartych wagonów towarowych, lecz po kilku przystankach pociąg dojechał dopiero do stacji Gliwice-Rzędówka, oddalonej zaledwie o kilka kilometrów. Następnie pozostałych przy życiu więźniów poprowadzono pieszo w stronę Rybnika. W czasie marszu doszło do zamieszania i próby ucieczki więźniów. Doszło do strzelaniny, w wyniku której zginęło ponad 300 więźniów. Pozostałych około 200 więźniów rozstrzelano prawdopodobnie na stadionie w Rybniku.

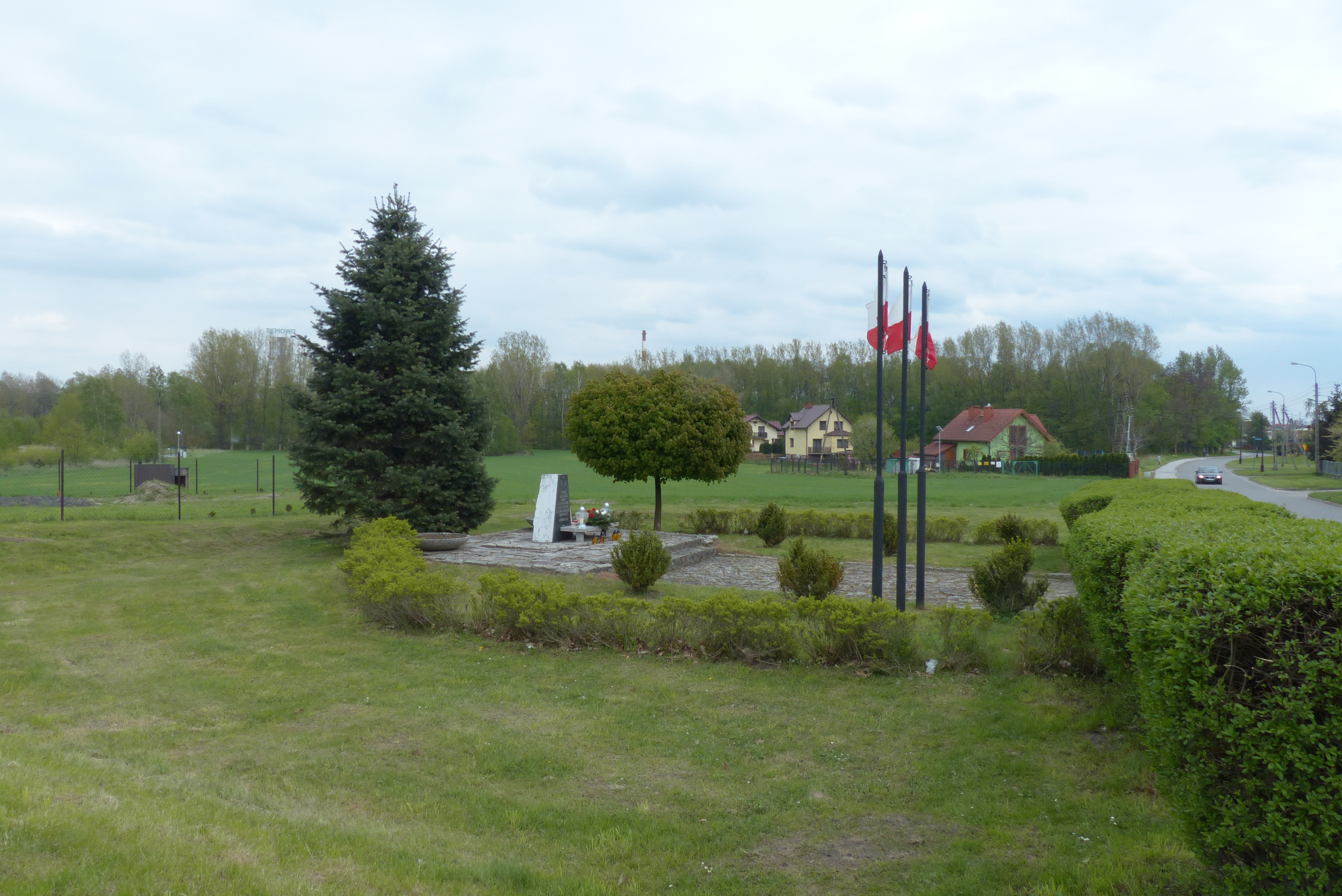
Upamiętnienie obozu.

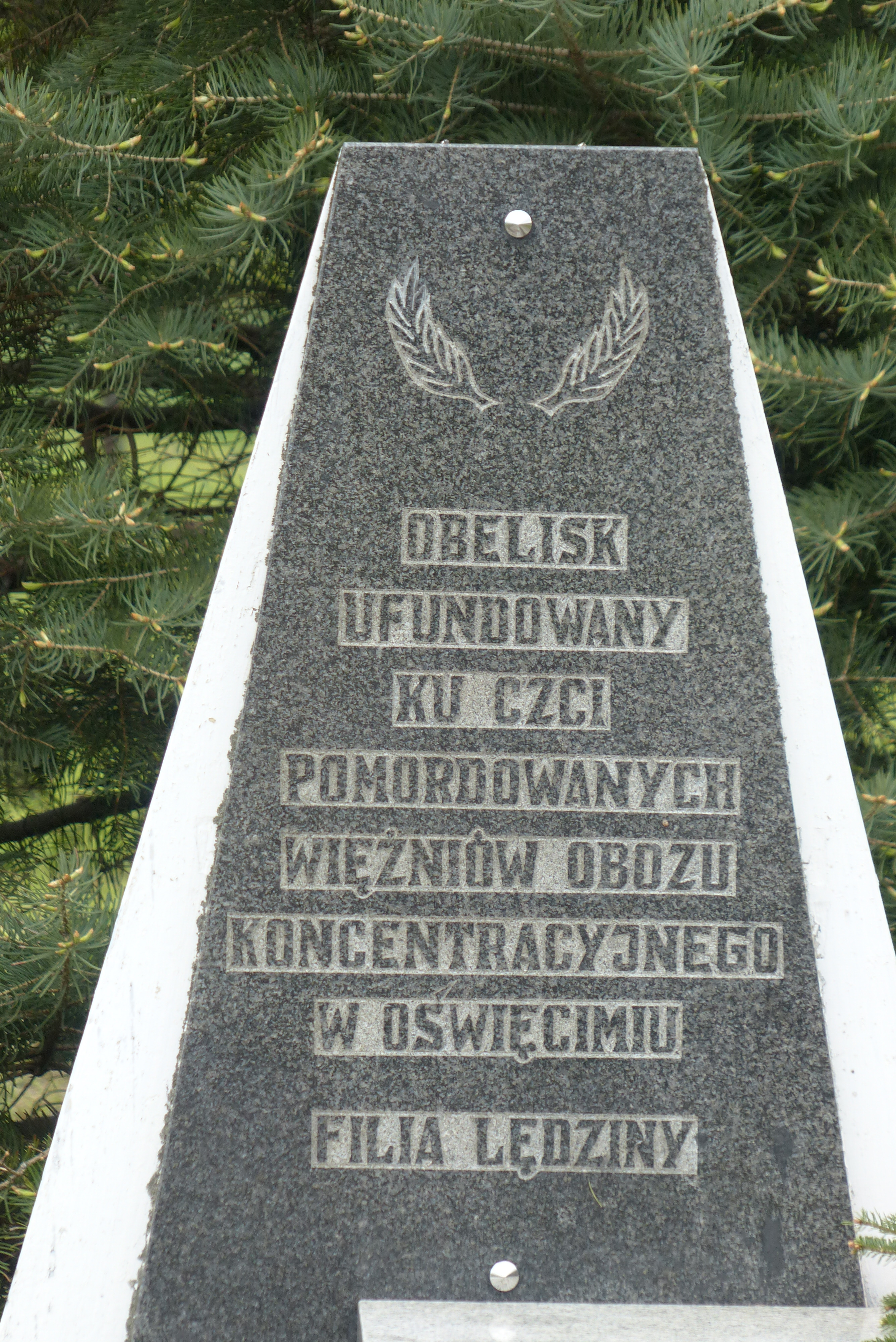
Upamiętnienie obozu.

### Upamiętnienie
Istnienie podobozu upamiętnia obelisk ku czci pomordowanych więźniów podobozu „Günthergrube” KL Auschwitz w Lędzinach. Obiekt, znajdujący się przy ul. Paderewskiego, autorstwa Antoniego Czernowa, powstał w 1964 roku.